# Lenne (Weser)
Die Lenne ist ein 23,7 km langer, östlicher und rechter Nebenfluss der Weser im niedersächsischen Landkreis Holzminden (Deutschland). Sie fließt im Weserbergland und ist ein Fluss 3. Ordnung.

## Name
Der Fluss wurde im Jahr 1007 als in Hluniam zum ersten Mal schriftlich erwähnt. Der Name könnte sich vom germanischen Adjektiv *lina- mit der Bedeutung „sanft, mild“ ableiten.

## Verlauf
Die Lenne entspringt am Nordrand des Höhenzugs Holzberg. Ihre Quelle liegt in einem schmalen Waldstreifen auf etwa 306 m ü. NHN im Gemeindegebiet von Wangelnstedt, südwestlich oberhalb des Ortsteils Linnenkamp im Wolpers Grund.
Die Lenne fließt in überwiegend nordwestlicher Richtung. Anfangs verläuft sie nordostwärts durch Linnenkamp und dann weiter nach und durch Wangelnstedt, wo sie den Mittelgebirgszug Elfas (max. 409,6 m) westlich passiert. Dann wendet sie sich nach Norden und fließt östlich vorbei am Kernort der Gemeinde Lenne und an dessen Ortsteil Linnenplan, wonach der von Osten kommende Bach Vorwohle (Flötebach) einmündet. Währenddessen verläuft die Lenne nordöstlich am Mittelgebirgszug Homburgwald (max. 406,1 m) vorbei. Nach südlichem Tangieren des Eschershausener Ortsteils Wickensen verläuft sie weiterhin am Homburgwald vorbei, dabei durch die Kernstadt von Eschershausen und durch den Eschershausener Ortsteil Scharfoldendorf.
Hiernach fließt die Lenne zwischen den Mittelgebirgszügen Ith (max. 439 m; etwas entfernt) im Nordosten und Vogler (max. 460,4 m) im Südwesten. Dabei verläuft der Fluss durch den Lüerdissener Ortsteil Oelkassen und durch den Kernort der Gemeinde Kirchbrak. Danach passiert er das Dorf Linse, einen Stadtteil von Bodenwerder, wo mit dem Spüligbach sein größter Zufluss einmündet.
Nach dem Durchfließen der Braunschweigischen Pforte mündet die Lenne am Nordnordwestrand des Voglers zwischen dem Eckberg (203,6 m; mit Aussichtsturm Bismarckturm) im Norden und der Königszinne (255 m; mit Aussichtsturm Königszinne) im Süden beim Bodenwerderer Weiler Thran in die dort von Süden heran fließende Weser. Die Lenne hat an ihrer Mündung einen mittleren Abfluss von etwa 1,34 m³/s. Der auf etwa 72 m Höhe liegenden Mündung westlich gegenüber liegt die Kernstadt von Bodenwerder.

## Lennemündung
Der Taleinschnitt bei der Lennemündung wird Braunschweigische Pforte oder Porta Brunswiga genannt; das von der Lenne geschaffene Durchbruchstal öffnet hier eine Pforte vom ehemals hannoverschen Bodenwerder in das ehemalige Herzogtum Braunschweig.
Der von der Lenne in die Weser eingespülte Sand bildete früher eine Furt, so dass dort recht früh ein Handelsweg entstand. Bereits um 960 wurde deshalb auf der gegenüberliegenden Seite der Lennemündung das Kloster Kemnade gegründet.

## Schutzgebiete
Die Lenne ist ab Wangelnstedt als FFH-Gebiet und Naturschutzgebiet Lenne ausgewiesen und durchfließt streckenweise das EU-Vogelschutzgebiet Sollingvorland.